# 康尼留斯·夫子
康尼留斯·夫子（英語：Cornelius Oswald Fudge），是J·K·羅琳的奇幻小說《哈利·波特》系列中的虛構人物。
夫子是在中首次被提及為英國魔法部的部門之首，但是他在才首次正式露面，當時儘管他並不堅信魯霸·海格有罪，但他也來到霍格華茲準備把海格帶到阿茲卡班，並在魯休思·馬份堅持認為所有學校的委員會成員都投票贊成的壓力下取消了鄧不利多作為校長的職務。然而夫子直至才首次遇見哈利。夫子最終於裡被巫師世界罷免。

## 相關情節

### 哈利·波特出生前
康尼留斯·夫子過去曾擔任魔法部的魔法事故和災害司主管，也曾參與緝捕天狼星·布萊克的工作，後來魔法法律執法司的部門主管巴提·柯羅奇的兒子——小巴堤·柯羅奇被揭發為食死人，因此令老柯羅奇痛失登上魔法部部長寶座的機會，並調任至國際魔法合作司主管，而夫子因此獲得魔法部部長的職位。當夫子剛走馬上任時顯得戰戰兢兢，不時向鄧不利多請教疑難，但是時日一長，他的信心逐漸穩固後，其迷戀權力與地位的缺點便一覽無遺地展現出來，間接促使許多食死人得以脫罪並潛伏於巫師世界之中。此外，他亦頗為重視對血統的認知，因此他對魯休思·馬份十分尊敬，並認為喜歡麻瓜事物的亞瑟·衛斯理沒有純血的魔法族群所應有的驕傲。

### 阿茲卡班的逃犯
夫子於裡首次登場，但其戲份不多。
他後來於裡正式登場。對於意外給瑪姬姑媽充氣一事，夫子並沒有對哈利提出指控，讓他免去未成年使用魔法的處罰，並建議他小心，因為一名阿茲卡班的逃犯仍然在逃，而他確信天狼星·布萊克意圖殺害哈利。後來當夫子到三根掃帚旅館的酒吧參與社交活動時，他無意中告訴當時他看不見的哈利得知，天狼星就是其父親詹姆·波特的挈友，並且認為他就是把波特一家出賣給佛地魔的人。
其後，夫子受到魯休思·馬份的脅迫，幾乎讓鷹馬巴嘴遭到處決，但從他的話語來看，夫子並不完全認同這項處理方式，他只是看馬份家的面子而同意這樣做，但這也暴露了他過份重視血統而忽略是非的缺點。
小說中透露，夫子在成為魔法部部長之前，他曾任職於魔法事故和災害司。

### 火盃的考驗
在中，夫子涉及的劇情不多，但他跟哈利的友好關係突然發生了變化。當哈利在三巫鬥法大賽的第三項任務中看到重生後的佛地魔出現，以及哈利抱著西追·迪哥里的屍體逃回霍格華茲後，夫子拒絕聽信哈利的說詞並否認和拒絕相信這個事實；他擔心若宣布佛地魔經已捲土重來的話，這就標誌著巫師世界多年來的和平就此結束，以及突然爆發的憂鬱和恐懼所帶來的後果；因此他決定僅僅忽略所有的證據而不是接受事實。該系列的作者J·K·羅琳後來表示，夫子的行為反映了內維爾·張伯倫於第二次世界大戰前夕的行為。

### 鳳凰會的密令
在中，夫子把種種事件進一步解讀為那些都是鄧不利多意圖篡奪其魔法部部長一職的陰謀，他隨即把鄧不利多逐出巫審加碼及國際巫師聯盟，更意圖剝奪哈利的學籍，卻遭到鄧不利多的阻止。同時，他還透過《預言家日報》策劃了一場惡毒的抹黑行動，到處傳播指鄧不利多是個年邁的老瘋子（儘管他在擔任魔法部部長的初期一直在徵求鄧不利多的建議），以及哈利是個不穩定和愛出風頭的少年，也是個尋求關注的騙子等傳言。夫子更通過了一項法律，允許他任命其高級副部長桃樂絲·恩不里居以教授之名擔任霍格華茲總督察，並違反干涉校政的傳統，有權檢查和解僱該校教授，最終更任命她為鄧不利多校長的繼任者，這使她（繼而是夫子本人）對霍格華茲的管理方式具有主要控制權。有指鄧不利多正計劃訓練霍格華茲的學生以密謀推翻魔法部，使夫子一直擔心著鄧不利多對其權力構成威脅，並在得知鄧不利多的軍隊的成立後，他進一步解除鄧不利多作為校長的職務，以及讓恩不里居擔任校長把霍格華茲弄得烏煙瘴氣。而且，他對催狂魔的信任也讓佛地魔輕易就能把阿茲卡班控制住，並把過往曾效忠他的食死人釋放出來。
夫子對鄧不利多與哈利言論的漠視與連串行為獲得魯休思·馬份般的佛地魔支持者的認同，並得到其如同嘲笑般的致謝。直到該小說及電影的尾聲，佛地魔為了奪取有關哈利的預言而攻入魔法部，並親身參與神秘事務司之戰，夫子在最後趕到並親眼目睹一切後才相信佛地魔經已捲土重來的事實，並為這一年來他所犯下了嚴重的錯誤——未能及時宣布佛地魔回歸、詆毀哈利·波特與阿不思·鄧布利多、允許桃樂絲·恩不里居成為霍格華茲校長，以及未能向公眾發表聲明及相關的防範措施等行為遭到巫師界社會各方的嚴重指責，使夫子被解除魔法部長一職，改由盧夫·昆爵接任。
夫子退任後成為魔法部的部長顧問，並負責聯絡麻瓜首相。然而，食死人仍在佛地魔的帶領下殺害鳳凰會成員伊美玲·旺司以及魔法法律執法司主管愛蜜莉·波恩，並聯同催狂魔與一眾巨人大舉在麻瓜世界連連犯案。
夫子在被解僱之前，他設法透過鄧不利多尋求哈利的支持來給巫師界一種魔法部正在贏得戰爭的印象，但鄧不利多與哈利都拒絕考慮這項提議。夫子於該系列中最後一次被提及是作為鄧不利多葬禮的出席者之一；隨後那年佛地魔接管魔法部，他的命運不得而知。

## 創作
- 在J·K·羅琳於《哈利波特》小說的初期草稿裡，夫子原本的角色是被描繪為一位麻瓜政客[3]。
- 根據2013年的發現，19世紀的確有一位名為康尼留斯·夫子的海軍水手，羅琳對此表示指這純屬巧合，她在創造這個名字時完全不知道歷史上有這個同名人物[4][5]。

## 電影
在哈利波特系列電影中，康尼留斯·夫子一角由英國演員羅拔·哈迪飾演。
電影製片人大衛·海曼表示：「康尼留斯·夫子是個典型的政客，他總是企圖為時局粉飾太平，還要讓巫師界人們感到更安全。」